# 周正庆
周正庆（1935年2月—2018年7月21日），男，汉族，安徽天长人。1951年6月参加工作，1956年2月加入中国共产党。全国人大常委、全国人大财政经济委员会副主任委员，中国证监会第三任主席。

## 生平
1951年6月，周正庆任中国人民银行北京市分行菜市口办事处的出纳员。1956年2月加入中国共产党。1979年10月至1983年9月任中国人民银行北京市分行金融研究室副主任、区办事处主任。1983年9月起，任中国人民银行北京市分行副行长，1984年5月升任行长。1986年11月至1995年6月任中国人民银行副行长。1988年在西南财经大学函授学习金融专业。
1995年6月至1997年5月任国务院副秘书长、国务院证券委员会主任。1997年5月至1998年3月任国务院副秘书长、国务院证券委员会主任及中国证监会主席。1998年3月至2000年2月任中国证监会主席。2002年4月至2003年3月全国人大财经委副主任委员。2003年3月至2008年3月，任全国人大常委、财经委副主任委员。
2018年7月21日，周正庆因病医治无效在北京逝世，享年83岁。